# Брюс, Чарльз (физик)
Чарльз Эдвард Роудс Брюс (англ. Charles Edward Rhodes Bruce; род. 19 апреля 1902 года — 30 декабря 1979 года) — шотландский инженер-электрик и астрофизик.

## Образование и карьера
Брюс был сыном портного. Вскоре после его рождения семья Брюсов переехала из Глазго в Ньюпорт-он-Тей, Великобритания, где он учился в начальной школе. В возрасте 14 лет он переехал в Данди, чтобы получить образование в средней школе Данди. Затем поступил в Эдинбургский университет, где в 1924 году получил степень магистра и бакалавра с отличием первой степени по математике и естественной философии.
Брюс обучался в педагогическом колледже Морей-Хаус, и получил предложение занять преподавательские должности в средней школе Данди и колледже Дэниела Стюарта, где он проходил практическую педагогическую подготовку; вместо этого он присоединился к Ассоциации электрических исследований (ныне ERA Technology Ltd ) в Лезерхеде, Англия, по рекомендации своего бывшего профессора Э. Т. Уиттакера.
Брюс стал научным сотрудником Института физики в 1946 году и Института инженеров-электриков (Institute of Electrical Engineers) в 1947 году. В 1952 году он представил свои статьи по электрическим разрядам в Эдинбургский университет и в 1953 году получил степень доктора наук.
Брюс покинул Институт инженеров-электриков в 1967 году. В 1971 году, в конце своей жизни, он женился на Дженни Дэвидсон, подруге детства, с которой он был недолго помолвлен, когда был студентом университета. Он умер в 1979 году после продолжительной болезни.

## Работы в области электричества
Первые годы Брюса в Институте инженеров-электриков были посвящены анализу масляных выключателей. Он опубликовал ряд статей по этой теме, в том числе ту, которая получила премию Kelvin Premium Award от Института инженеров-электриков. Своими исследованиями Брюс помог институту оставаться на вершине тогдашнего быстрого роста технологии автоматических выключателей. В 1939 году, еще работая в институте, он переключил свое внимание на исследование молний. Его статья 1941 года «Разряд молнии» (The lightning discharge) широко цитируется и снова стала лауреатом премии Kelvin Premium Award.  Его вклад в электро-инженерию включал значительное усиление электрических градиентов, которые, как известно, возникают при ударах молнии, и демонстрацию того, что заземление линий электропередачи может быть контрпродуктивным.

## Астрофизика
Начиная с 1941 года, когда он посетил лекцию по астрофизике в Эдинбургском университете и изменил характер собственной научной деятельности. Брюс сразу же разработал теорию о том, что солнечные протуберанцы состоят из электрических разрядов в плазме, а не из движущейся солнечной материи. Впоследствии Брюс опубликовал более 100 статей, посвященных электрической основе различных космологических явлений. Однако его работа в этой области в значительной степени игнорировалась основной наукой.

## Внешние ссылки
- Библиография
- Теория электрического разряда
- Документы доктора Чарльза Эдварда Роудса Брюса
- Система астрофизических данных (ADS) САО/НАСА